# Tekovská Breznica
Tekovská Breznica este o comună slovacă, aflată în districtul Žarnovica din regiunea Banská Bystrica. Localitatea se află la altitudinea de 215 m deasupra n.m., se întinde pe o suprafață de 29,81 km2 și în 2017 număra 1.229 de locuitori.

## Istoric
Localitatea Tekovská Breznica este atestată documentar din 1276.

## Demografie
| An:                | 1994 | 2004   | 2014   | 2024   |
| ------------------ | ---- | ------ | ------ | ------ |
| Număr de persoane: | 1355 | 1295   | 1247   | 1201   |
| Diferență:         |      | −4,42% | −3,70% | −3,68% |

| An:                | 2023 | 2024   |
| ------------------ | ---- | ------ |
| Număr de persoane: | 1199 | 1201   |
| Diferență:         |      | +0,16% |